# Ombelle
Cet article possède un paronyme, voir Ombrelle.

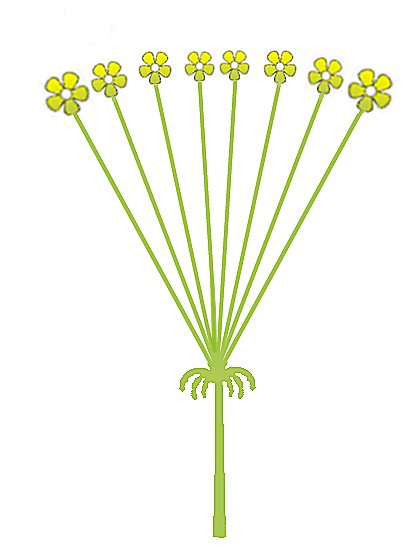
Schéma de l'ombelle.

L’ombelle est une inflorescence simple dans laquelle les pédoncules floraux sont tous insérés au même point de la tige, et les fleurs sont toutes disposées sur une même surface sphérique, ou parfois plane. C’est en quelque sorte un corymbe dans lequel l’axe s’est condensé en un point. 
C’est l’inflorescence typique des Ombellifères, mais on la rencontre dans d’autres familles (exemple : le lierre grimpant). 
Dans la plupart des ombelles, les fleurs les plus anciennes sont celles de la périphérie (équivalentes à celles de la base dans une grappe). On dit que leur développement est centripète.
Dans certaines ombelles, la fleur centrale est particulière, par exemple chez la carotte sauvage, elle est pourpre foncé alors que les autres sont blanches.
Souvent les ombelles sont composées d’ombellules qui reproduisent la même organisation. C'est généralement le cas chez les Ombellifères.
L’ensemble des bractées forme souvent une sorte de collerette à la base de l'ombelle (involucre) ou des ombellules (involucelle).

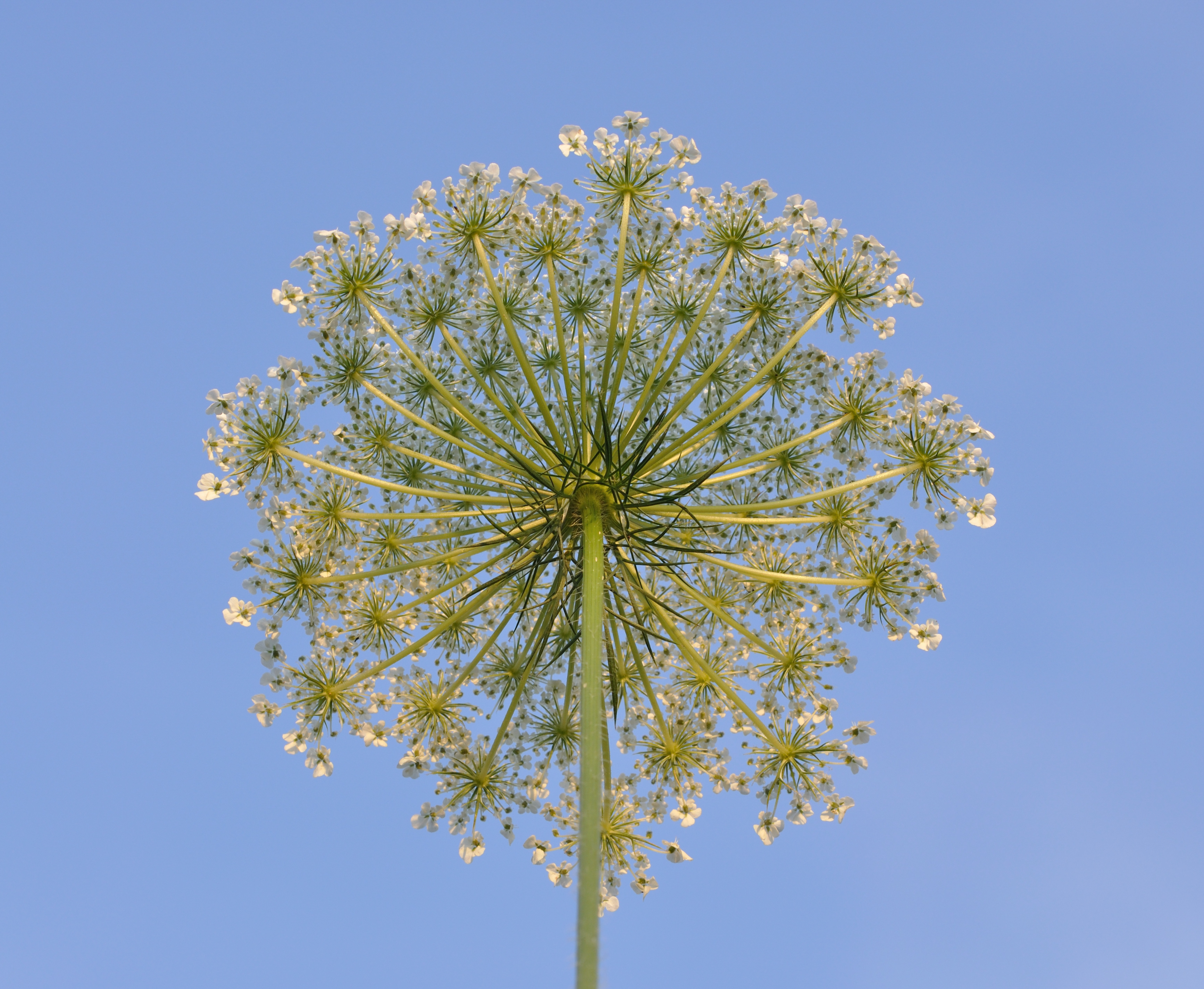
Ombelle composée de carotte vue d'en-dessous.

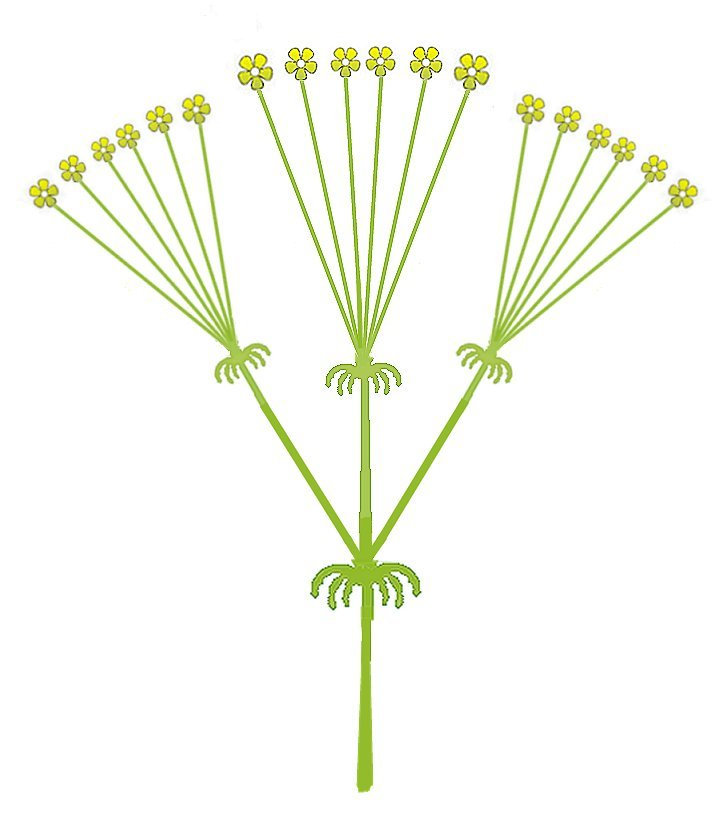
Schéma de l'ombelle composée d'ombellules.

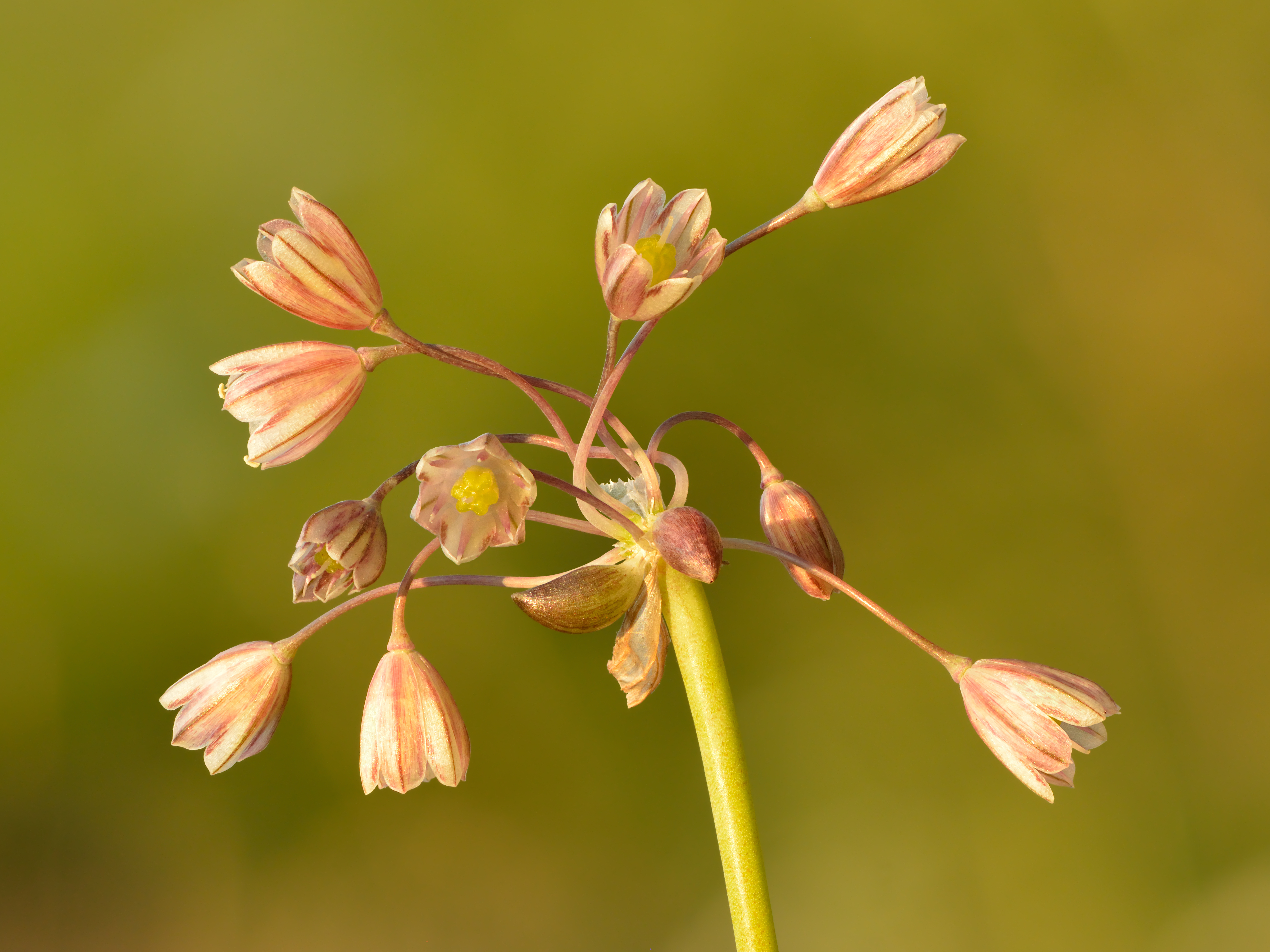
Ombelle d'ail des jardins.

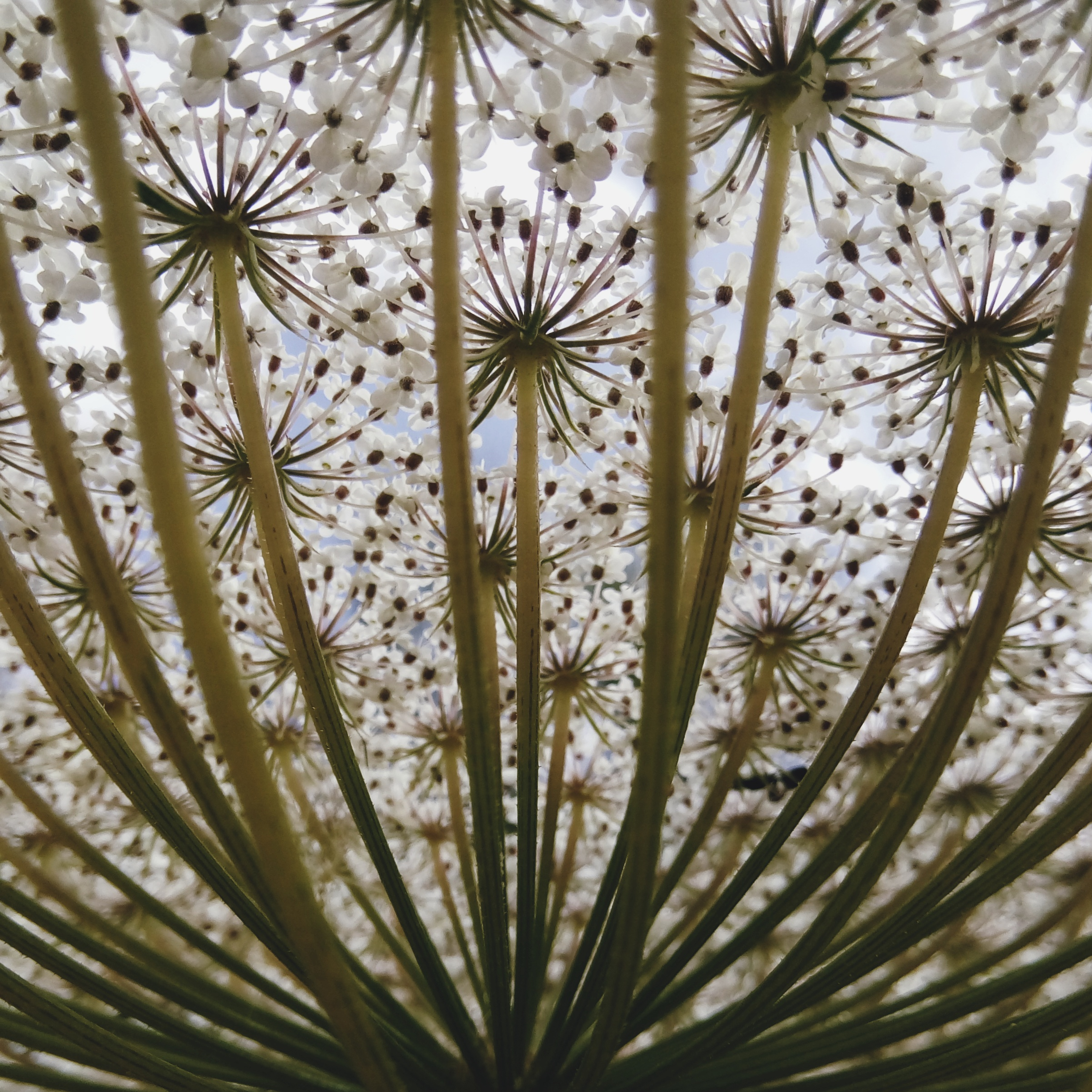
Ombelle du Daucus carota (vue d'en-dessous).